# 歡迎來到血吸村
《歡迎來到血吸村》（血吸村へようこそ）是阿智太郎撰寫，繪製插畫的日本輕小說作品。電擊文庫於2009年3月發售第1冊，至2011年6月10日大結局共出版6冊。中文版由東立出版社代理發行。
本作原是連載於電擊文庫MAGAZINE的短篇，經改稿後集結成冊出版。

## 故事簡介
治水村是位於長野縣南部深山裡的小村莊。主角高村直樹，在父親的決定之下，與父親一起搬到治水村。直樹來到治水村後，和可愛的女孩子們過著快樂的校園生活，作夢也沒有想到，治水村是個所有村民都是吸血鬼的危險地帶。直樹靠著女孩子們幫忙，隱瞞自己還沒成為吸血鬼的事實，過著提心吊膽的日子。

## 登場人物
高村 直樹
治水高中2年級。本作主角。
因為父親直太郎的獨斷決定而被迫從東京搬到治水村。原本應該在「夕月季」時被變成吸血鬼，但在和季代實等人約定「在直樹自願成為吸血鬼之前不吸他的血」後，靠著她們保護，以人類的身分繼續在血吸村生活。
對女性沒有抵抗力，女生積極的接近他時會驚慌失措，也很容易流鼻血，但對女性很溫柔，在女生需要幫助時充滿行動力，因此讓許多女生對他產生好感。
川澄 季世實
治水高中2年生，演劇社社長。
在直樹來到治水村前1年的「夕月季」變成吸血鬼。搬來村子前住在孤兒院。
常幫忙直樹隱藏人類身分。給人冷淡的印象，將自己的情緒隱藏的很好，但偶爾也會開開玩笑捉弄直樹。
利根崎 智衣
治水高中2年生，田徑社社員。
外表與個性像個男孩子，和直樹互相以名字稱呼對方。知道自己人類時代的學弟的活躍後，失去繼續練習跑步的動力而想要退社，但直樹全力鼓勵她後，決定繼續練習，並因此喜歡上直樹。
鳩羽 繪理子
治水高中1年生，料理研究社社員，做菜手腕十分了得。
繪理子是成為村民後被取的名字，本名是星野明。變成吸血鬼前就讀東京有名的高中，卻因叔父緣故而被綁架，途中發生車禍，被村民變成吸血鬼而撿回一命。
神樂 紅華
治水高中3年生，學生會會長。
60年前治水村變成吸血鬼村時的村民，故說話語氣有點奇怪。家族是此地旺族，發言力甚至高於村長（實際上由紅華帶頭的場面相當多）。
在血吸村面臨牛奶絕產時，直樹協助解決問題，因此喜歡上直樹，並向直樹告白。
澤田 綾菜
治水高中3年生，學生會書記。
個性溫和，但生氣起來非常恐怖。擁有傲人雙峰，是男學生的目光焦點。變成吸血鬼之前很喜歡吃蛋糕。

## 出版書籍

### 日文版
- 2009年3月10日　 ISBN 978-4048676038
- 2009年7月10日　 ISBN 978-4048679039
- 2009年11月10日　ISBN 978-4048681421
- 2010年4月10日　 ISBN 978-4048684613
- 2010年9月10日　 ISBN 978-4048688352
- 2011年6月10日   ISBN 978-4048705516

### 中文版
- 歡迎來到血吸村1 2009年12月17日 ISBN 9789861049519
- 歡迎來到血吸村2 2010年3月18日 ISBN 9789861049526
- 歡迎來到血吸村3 2010年12月23日 ISBN 9789861067179
- 歡迎來到血吸村4 2011年6月9日 ISBN 9789861078793
- 歡迎來到血吸村5 2011年12月8日 ISBN 9789861089935
- 歡迎來到血吸村6 2012年12月6日 ISBN 9789863244530